# Antonija Panda
Antonija Panda –en serbio, Антонија Панда– (Subotica, 12 de marzo de 1977) es una deportista serbia que compitió en piragüismo en la modalidad de aguas tranquilas. Ganó una medalla de bronce en el Campeonato Mundial de Piragüismo de 2007 y una medalla de bronce en el Campeonato Europeo de Piragüismo de 2008, ambas en la prueba de K4 200 m.

## Palmarés internacional
| Campeonato Mundial | Campeonato Mundial   | Campeonato Mundial | Campeonato Mundial |
| Año                | Lugar                | Medalla            | Competición        |
| ------------------ | -------------------- | ------------------ | ------------------ |
| 2007               | Duisburgo (Alemania) | Medalla de bronce  | K4 200 m           |
| Campeonato Europeo |                      |                    |                    |
| Año                | Lugar                | Medalla            | Competición        |
| 2008               | Milán (Italia)       | Medalla de bronce  | K4 200 m           |